# Wesley E. Disney
Wesley Ernest Disney (* 31. Oktober 1883 in Richland, Shawnee County, Kansas; † 26. März 1961 in Washington, D.C.) war ein US-amerikanischer Politiker. Zwischen 1931 und 1945 vertrat er den ersten Wahlbezirk des Bundesstaates Oklahoma im US-Repräsentantenhaus.

## Werdegang
Wesley Disney besuchte die öffentlichen Schulen in Kansas und studierte dann an der juristischen Fakultät der University of Kansas Jura. Nach seiner im Jahr 1906 erfolgten Zulassung als Rechtsanwalt begann er in Muskogee (Oklahoma) in seinem neuen Beruf zu arbeiten.
Disney wurde Mitglied der Demokratischen Partei. Von 1911 bis 1915 war er Bezirksstaatsanwalt im Muskogee County und zwischen 1919 und 1924 war er Abgeordneter im Repräsentantenhaus von Oklahoma. Während des Amtsenthebungsverfahrens gegen Gouverneur Jack Walton im Jahr 1923 war er Vorsitzender der Verhandlungskommission (Board of Managers).
1930 wurde Disney im ersten Distrikt von Oklahoma in das US-Repräsentantenhaus gewählt, wo er am 4. März 1931 Charles O’Connor ablöste. Nachdem er bei den folgenden sechs Kongresswahlen jeweils bestätigt worden war, konnte er sein Mandat im Kongress in insgesamt sieben Legislaturperioden bis zum 3. Januar 1945 ausüben. 1944 kandidierte er nicht wieder. Stattdessen bewarb er sich erfolglos um die Nominierung seiner Partei für den US-Senat.
Nach dem Ende seiner Tätigkeit im Kongress arbeitete Disney in Washington und Tulsa als Rechtsanwalt. Er starb im März 1961 in der Bundeshauptstadt Washington.